# سيدي غانم (إقليم شيشاوة)
سيدي غانم هي قرية أمازيغية جبلية مغربية وسط المملكة. تنتمي سيدي غانم لإقليم شيشاوة. تضم هذه القرية 8.667 نسمة (إحصاء 2004).